# 彝良南站
彝良南站位于云南省昭通市彝良县，为内昆铁路线上的一个四等车站，主要线路是内六铁路，位于彝良展线的第二层，和第一层的彝良站直线距离仅500米，而两站之间铁路长度却有12公里。直属中国铁路成都局集团有限公司，自2002年7月1日起正式投入运营。

## 业务办理
办理客货运业务。
1. ↑  . 高铁网.